# Premier League (Sierra Leone)
La Premier League sierraleonese (in inglese Sierra Leone National Premier League) è la massima  competizione calcistica della Sierra Leone, istituita nel 1968. Il campionato è sponsorizzato dalla Sierra Leone Commercial Bank.

## Albo d'oro
- 1968:  Mighty Blackpool
- 1969-1972: non disputato
- 1973:  Ports Authority
- 1974:  Mighty Blackpool
- 1975-1976: non disputato
- 1977:  East End Lions
- 1978:  Mighty Blackpool
- 1979:  Mighty Blackpool
- 1980:  East End Lions
- 1981:  Real Republicans
- 1982:  Kallon
- 1983:  Real Republicans
- 1984:  Real Republicans
- 1985:  East End Lions
- 1986:  Kallon
- 1987:  Kallon
- 1988:  Mighty Blackpool
- 1989:  Freetown Utd
- 1990:  Old Edwardians
- 1991:  Mighty Blackpool
- 1992:  East End Lions
- 1993:  East End Lions
- 1994:  East End Lions
- 1995:  Ports Authority
- 1996:  Mighty Blackpool
- 1997:  East End Lions
- 1998:  Mighty Blackpool
- 1999:  East End Lions
- 199-2000:  Mighty Blackpool
- 2000-2001:  Mighty Blackpool
- 2002-2004: non disputato
- 2005:  East End Lions
- 2005-2006:  Kallon
- 2007-2008:  Ports Authority
- 2008-2009:  East End Lions
- 2009-2010:  East End Lions
- 2010-2011:  Ports Authority
- 2011-2012:  Diamond Stars
- 2012-2013:  Diamond Stars
- 2014: non concluso
- 2015: non disputato
- 2016: non disputato
- 2017: non disputato
- 2018: non disputato
- 2019:  East End Lions
- 2020: cancellato[1]
- 2021–22 :  Bo Rangers (Bo)
- 2022–23 :  Bo Rangers (Bo)
- 2023–24 :  Bo Rangers (Bo)

## Vittorie per squadra
| Squadra                   | Città    | Vittorie | Anni                                                                   |
| ------------------------- | -------- | -------- | ---------------------------------------------------------------------- |
| East End Lions            | Freetown | 12       | 1977, 1980, 1985, 1992, 1993, 1994, 1997, 1999, 2005, 2009, 2010, 2019 |
| Mighty Blackpool          | Freetown | 10       | 1968, 1974, 1978, 1979, 1988, 1991, 1996, 1998, 2000, 2001             |
| Ports Authority           | Freetown | 7        | 1970, 1971, 1972, 1973, 1995, 2008, 2011                               |
| Kallon (Sierra Fisheries) | Freetown | 4        | 1982, 1986, 1987, 2006                                                 |
| Real Republicans          | Freetown | 3        | 1981, 1983, 1984                                                       |
| Bo Rangers                | Bo       | 3        | 2022, 2023, 2024                                                       |
| Diamond Stars             | Koidu    | 2        | 2012, 2013                                                             |
| Freetown Utd              | Freetown | 1        | 1989                                                                   |
| Old Edwardians            | Freetown | 1        | 1990                                                                   |